# Zhong Guo
Zhong Guo is een stripalbum dat voor het eerst is uitgegeven in november 2003 met Yves Huppen als schrijver, Hermann Huppen als tekenaar en inkleurder. Deze uitgave werd uitgegeven door Dupuis in de collectie vrije vlucht (zowel in hardcover en softcover uitgegeven). Deze strip is eveneens uitgegeven door uitgeverij Prestige in 2003 (64 pagina's).